# 不定詞
不定詞（ふていし）とは、動詞を起源とする、名詞、形容詞、副詞など他の品詞の働きをする準動詞の一種。活用せずに主語の人称、数などに「限定」されないことから不定詞という。現代の多くの言語で動詞の辞書の見出しの語形として使われる。

## 概要
英語は動詞のほかの活用形の多くを消失したため、原形不定詞が動詞の原形と見なされるが、ラテン語やその子孫であるロマンス諸語、古代ギリシア語など活用を持つ多くの言語には不定詞独自の語形がある。また、ポルトガル語、ガリシア語には、活用語尾をもった人称不定詞がある。ブルガリア語、マケドニア語、現代ギリシア語のように不定詞を用いる構文が廃れたために不定詞を失った言語もある。
日本では明治、大正期までは「不定法」という訳語が使われてきた。これは、ラテン語および古代ギリシア語の言語学者が不定詞を伝統的に法の一部とみなしてきたためである。現在では「不定詞」が定着している。

## 英語
動詞の原形の前に前置詞 "to" を付けて使用する to 不定詞 と、動詞の原形のみで使用する原形不定詞 (bare infinitive, root infinitive) がある。to 不定詞の用法は以下の代表的な３つが挙げられ、不定詞は、根本的な用法や性質が、動名詞と異なる。（それが顕著になる例：動詞 forget, remember などとの併用）

### 名詞的用法
おもに主語、目的語、補語の役割を果たす。動名詞との使い分けが生ずる。不定詞の名詞的用法を動名詞で換言できるかどうかは、その前にある動詞の性質による。
- To play baseball is fun. （野球することは楽しい）
- He wants to be a scholar. （彼は学者になりたがっている）
- My plan is to stay in New York. （ニューヨークに滞在する予定だ）

形式主語のitを伴って後置される。
- It is important to discuss your problem. （君の問題を議論するのは重要だ）

疑問詞+to不定詞で名詞句をつくる。
- I didn't know what to say. （何を言うべきか分からなかった）
- Tell me where to go. （どこへ行けばいいのか教えてくれ）

### 形容詞的用法
不定詞の部分が名詞のあとに来て、その名詞を後ろから修飾するもの。不定詞が名詞を修飾し形容詞と同じはたらきをすることから形容詞的用法と呼ばれる。
- I want something to drink.    (私は何か飲み物が欲しい）
- My brother has a lot of homework to finish by tomorrow.   (私の弟は、明日までに終わらせるべき宿題がたくさんある）
- I want something hot to eat.  (私は何か温かい食べ物を食べたい)
- She must be smart to think about such a thing. （そんなことを考えるとは彼女は賢いに違いない)

### 副詞的用法
おもに動詞、形容詞、副詞、文全体を修飾する。副詞節の代用のような役割を果たす。
- I'm glad to play baseball. （野球をして嬉しい；感情的な原因）

独立不定詞；慣用句として用いられる。
- to tell the truth「正直に言えば」
- to be sure「確かに」

it is needless to say that～. 「～は言うまでもない」
- to make matters worse「さらに悪いことに」

### 原形不定詞の用法
第5文型でmake、知覚動詞 （see, hear など） の目的格補語に用いられる。（この場合、目的語が原形不定詞の意味上の主語になる。）
- He made his younger brother drink. （彼は弟に飲ませた。）

- He made his dog eat pet food. （彼は飼い犬にペットフードを食べさせた。）
- I saw him cross that road. （彼があの道路を横切っているのを見た。）

## ドイツ語
英語の to 不定詞 に相当するzu 不定詞と呼ばれるものがある。zu 不定詞の用法は、ほとんど英語と同じであり以下の3つの用法が挙げられる。ただし、次の点が英語と異なる。
1. zu 不定詞句がごく短い場合や、文頭に来る場合を除き、zu 不定詞句とそれ以外の部分をコンマ（，）で区切って区別する。
2. 複合動詞のうち、前つづりが分離するもの（分離動詞）をzu 不定詞にする場合、前つづりの後ろにzuを付け、1語で表記する。例）vorstellen（紹介する）→vorzustellen
3. 話法の助動詞もzu 不定詞にすることができる。
4. 目的語や副詞のような動詞を修飾する語は不定詞の前に置かれる（V2語順を参照）。なお、辞書において熟語表現の見出しにはzuのない不定詞がこの語順で書かれる（例：「ins Kino gehen 映画を見に行く」。平叙文（主文）の語順に応じた *gehen ins Kino という形はドイツ語ではありえない形である）。

### 名詞的用法
おもに主語、目的語、補語の役割を果たす。
- Baseball zu spielen, ist interessant.（野球することはおもしろい。）
- Es ist wichtig, das Problem zu besprechen.（その問題を議論するのは重要だ。）

### 形容詞的用法
zu 不定詞句が名詞のあとに来て､その名詞を後ろから修飾するもの。
- Ich will etwas zu trinken.（私は何か飲み物が欲しい。）
- Mein Bruder hat viele Hausaufgaben, bis morgen zu machen.（私の弟は、明日までに終わらせるべき宿題がたくさんある。）

### 副詞的用法
おもに動詞、形容詞、副詞、文全体を修飾する。英語では「～するために」を表す"in order to"の"in order"は省略可能であったが、対応するドイツ語の表現"um … zu ～"の"um"は省略してはならない。
- Ich bin froh, Baseball zu spielen.（野球をして嬉しい。）
- Um eine hohe Punktzahl zu bekommen, musst du viel lernen.（高得点を取る為には、一生懸命勉強しなければならない。）

"ohne … zu ～" 「～することなしに、～しないで」（英語：without + 動名詞）

## ラテン語
ラテン語では不定詞は伝統的に不定法（infinitivus）と呼ばれる。ラテン語は現在、完了、未来の時制ごとに不定法を持ち、それぞれに能動、受動形がある。つまり、一つの動詞に現在能動、現在受動、完了能動、完了受動、未来能動、未来受動の6つの不定詞が存在する。不定法の時制は相対時制であり、現在は「同時」、完了は「以前」、未来は「以後」を表す。
- amo（愛する） - amare（現在能動）、amari（現在受動）、amavisse（完了能動）、amatus esse（完了受動）、amaturus esse（未来能動）、amatus iri（未来受動）

主に「～すること（～されること）」を意味し、主語、目的語、補語などの役割を果たす。ただし、主語（主格）と前置詞のない目的語（対格）以外では不定法の代わりに動名詞（gerundium）を用いる。また、英語のto不定詞の形容詞的用法に相当する用法（受動の義務「～されるべき」）には動形容詞（gerundivum）を用いる。
- Vivere est cogitare.（生きることは考えることである。）
- Memento mori. （死ぬことを忘れるな。）

### 不定法構文
不定法の主語が主動詞の主語と異なる場合、不定法の意味上の主語は対格をとり、全体として対格＋不定法の形になる。これは不定法構文と呼ばれ、伝達、感情、命令などを表す動詞とともに用いられる。また、主文（主節）の平叙文の間接話法でも用いられる。ただし、副文（従属節）における間接話法には接続法を用いる。
- Pater puellas aram rosis ornare videbat.（父親は娘たちが祭壇をバラで飾るのを見ていた。）
- Dixit matrem salvam esse.（彼は母が元気だと言った。）

## イタリア語
イタリア語では、不定詞（modo infinito）、分詞（modo participio）、ジェルンディオ（modo gerundio）の3つをまとめて不定法（modo indefinito）とし、直説法、命令法、接続法、条件法とともに法の一つとして扱われる。分詞、ジェルンディオについてはそれぞれの項目およびイタリア語の文法を参照のこと。
イタリア語の不定詞には現在形と過去形がある。過去形は「助動詞（essereまたはavere）＋過去分詞」の形を取る。現在形は未完了を、過去形は完了を表す。
主語、名詞的述語、同格補語、直接補語（目的語）などを表す。補語ではdi, a, daなどの前置詞を伴うことがある。さらに使役動詞や知覚動詞の構文で補語として用いられるほか、疑問文や感嘆文、命令文などの独立節の主動詞として使われることもある。

## フランス語
フランス語の不定詞（infinitif）は単純形（現在形）と複合形（過去形）を持つ。複合形は「助動詞（avoirあるいはêtre）＋過去分詞」の形を取る。単純形は未完了を、複合形は完了を表す。
不定詞は主語、属詞、目的補語、状況補語などの役割を果たす。目的補語や状況補語では前置詞（deまたはà）をとることがある。また、使役動詞（faireなど）や知覚動詞（voir, entendreなど）、放任動詞（laisser）などの構文でも用いられる。普通、独立節中の主動詞に立つことはできないが、感嘆文などでは主動詞に立つことがある。

## スペイン語
おもに主語、目的語、補語の役割を果たす。名詞として、前置詞をとり、動詞として目的語をとることができる。
- (Yo) Quiero ir al teatro.（動詞の目的語/わたしは、劇場へ行きたい。）
- Es hora de acostarse.（名詞の補語/寝る時間です。）

使役動詞、知覚動詞の目的格補語に用いられる
- Lo oigo cantar.（彼が歌っているのを聞く。）
- Vi salir a ella（彼女が出て行くのを見た。）
- La hace traer el libro.（彼女にその本を持ってこさせた。）
- Te mando salir.（君には外出するよう言いつける。）
- Veo un gato pasar la calle.（私は、猫がその道路を横切っているのを見た。）

特定の動詞及び助動詞的な慣用句の後に用いられる。
- Tengo que estudiar mucho.（私は沢山勉強しなければならない。）

## 日本語
伝統的な日本語研究を引き継ぐ日本語学では、日本語に不定詞という動詞の活用カテゴリーを認めることはまれだが、西ヨーロッパ言語を中心とした用語法において、いわゆる連体形を不定詞と見なすことが多い。連体形には形容詞的用法（「するとき」）、副詞的用法（「するには」）、また古語では名詞的用法に相当する用法がある。